# Allen Garfield
Allen Garfield, geboren als Allen Goorwitz (Newark (New Jersey), 22 november 1939 – Woodland Hills (Los Angeles), 7 april 2020) was een Amerikaans acteur.

## Biografie
Garfield heeft de high school doorlopen aan de Weequahic High School in zijn geboorteplaats Newark (New Jersey). Hij leerde het acteren aan de The Actors Studio in New York. Voor zijn carrière als acteur was hij actief als sportjournalist en bokser. Garfield begon zijn acteercarrière in het theater voordat hij op televisie verscheen met voornamelijk rollen in kleine theaters.
Garfield begon in 1968 met acteren voor televisie in de film Orgy Girls '69. Hierna heeft hij nog meer dan 115 rollen gespeeld in films en televisieseries, zoals Greetings (1968), Hi, Mom! (1970), Bananas (1971), The Front Page (1974), One from the Heart (1982), The Cotton Club (1984), Beverly Hills Cop II (1987), Dick Tracy (1990), Chicago Hope (1994-1995), The Ninth Gate (1999) en The Majestic (2001). 
Allen Garfield had in 1999 en in 2004 een beroerte. Na de laatste beroerte woonde hij in het Motion Picture & Television Country House and Hospital in Woodland Hills (Los Angeles). In 2016 kwam de film Chief Zabu uit waarin hij meespeelde, maar deze was reeds opgenomen in 1986. Garfield overleed in 2020 aan de gevolgen van een besmetting met COVID-19.

## Filmografie

### Films
Selectie:
- 2001 The Majestic – als Leo Kubelsky
- 1999 The Ninth Gate – als Witkin
- 1991 Bis ans Ende der Welt – als Bernie
- 1990 Dick Tracy – als verslaggever
- 1987 Beverly Hills Cop II – als Politiechef Harold Lutz
- 1984 The Cotton Club – als Abbadabba Berman
- 1984 Irreconcilable Differences – als Phil Hanner
- 1982 Der Stand der Dinge – als Gordon
- 1982 One from the Heart – als restauranteigenaar
- 1980 The Stunt Man – als Sam
- 1978 The Brink's Job – als Vinnie Costa
- 1976 Mother, Jugs & Speed – als Harry Fishbine
- 1975 Nashville – als Barnett
- 1974 The Front Page – als Kruger
- 1974 The Conversation – als Bernie Moran
- 1972 Get to Know Your Rabbit – als Vic
- 1972 The Candidate – als Klein
- 1971 Bananas – als man op de cross
- 1971 Taking Off – als Noramn
- 1970 The Owl and the Pussycat – als kledingwinkeleigenaar
- 1970 Hi, Mom! – als Joe Banner
- 1968 Greetings – als Smut Peddler

### Televisieseries
Uitgezonderd eenmalige gastrollen.
- 1999 The Lot – als Harry Sylver - ? afl.
- 1994 – 1995 Chicago Hope – als dr. Raymond Kadalski – 4 afl.
- 1991 Palace Guard – als Sly Hertzog – 4 afl.
- 1990 Matlock – als politiesergeant Richard Cox – 2 afl.
- 1989 The Boys – als Arnie – 2 afl.
- 1986 Sins – als Adam Gore – 3 afl.
- 1973 Adam's Rib – als Attinger – 2 afl.

- Biblioteca Nacional de España: XX1726560
- Bibliothèque nationale de France: cb140481342 (data)
- Gemeinsame Normdatei: 1031749926
- International Standard Name Identifier: 0000 0000 7825 8512
- Library of Congress Control Number: no97062439
- Nationale Bibliotheek van Tsjechië: xx0062926
- Nationale Bibliotheek van Israël: 987007442475605171
- Nederlandse Thesaurus van Auteursnamen: 073135186
- SNAC: w67j49jx
- Système universitaire de documentation: 100860540
- Virtual International Authority File: 2672963
- WorldCat: E39PBJccbcqwvDBfvrxyXTjQv3